# Anthocleista procera
Anthocleista procera ist eine Pflanzenart der Gattung Anthocleista innerhalb der Familie der Enziangewächse (Gentianaceae). Manche Anthocleista-Arten tragen die englischen Trivialnamen „Cabbage Tree“ oder „Candelabrum Tree“. Die Art ist in Westafrika verbreitet.

## Beschreibung

### Erscheinungsbild und Blatt
Anthocleista procera wächst als kleiner bis mittelgroßer Baum und erreicht Wuchshöhen von bis zu 20 Meter und Stammdurchmesser von bis zu 50 cm. Auf den Zweigen befinden sich keine Dornen (Unterschied zu Anthocleista djalonensis).
Die gegenständig angeordneten Laubblätter besitzen keinen Blattstiel, sind also sitzend. Die große, einfache, ledrige oder papierartige, spröde, geöhrte Blattspreite ist bei einer Länge von 40 bis 45 cm, bei jungen Pflanzen von bis zu 145 cm und einer Breite von etwa 20 cm, bei jungen Pflanzen von bis zu 45 cm länglich-verkehrt-eiförmig bis verkehrt-lanzettlich mit einer keilförmigen Basis, gerundetem oberen Ende und einem glatten oder winzig gekerbten Rand.

### Blütenstand und Blüte
In einem endständigen, aufrechten, dichasialen, zymösen Blütenstand, der eine Länge von 30 bis 60 cm besitzt, stehen viele Blüten zusammen. Der Blütenstandsschaft und die an ihren Verzweigungen verdickten Blütenstandsachsen sind hellgrün.
Die zwittrigen Blüten sind radiärsymmetrisch. Die vier freien Kelchblätter sind bei einer Länge von 9 bis 10 mm sowie einer Breite von 7 bis 8 mm kreisförmig bis breit eiförmig. Die etwa neun weißen Kronblätter sind zu einer 10 bis 15 mm langen, zylindrischen Kronröhre verwachsen. Die etwa neun Kronlappen sind bei einer Länge von 10 bis 15 mm länglich mit stumpfem Ende. Es ist nur der äußere Kreis mit etwa neun Staubblättern vorhanden; diese ragen aus der Kronröhre heraus. Die Staubfäden sind verwachsen. Der oberständige, vierkammerige Fruchtknoten ist bei einer Länge von etwa 7 mm und einem Durchmesser von etwa 3,5 mm verkehrt-eiförmig bis zylindrisch. Die verkehrt-eiförmig-zylindrische Narbe ist am oberen Ende etwas eingekerbt.

### Frucht und Samen
Die vielsamige Beere ist bei einer Länge von etwa 3 cm und einem Durchmesser von etwa 2 cm ellipsoid mit einem gerundeten oberen Ende. Die dicke Fruchtschale ist glänzend hellgrün. Die dunkelbraunen Samen sind bei einer Länge von etwa 1,5 bis 2 mm und einem Durchmesser von 1 bis 1,5 mm × etwa 1 mm schief eiförmig-kugelig.

## Vorkommen
Das westafrikanische Verbreitungsgebiet von Anthocleista procera reicht von Senegal bis Nigeria. Anthocleista procera gedeiht an offenen, meist sumpfigen Standorten in niedrigen Höhenlagen.

## Taxonomie
Die Erstbeschreibung von Anthocleista procera erfolgte 1856 durch François Mathias René Leprieur in Thèse Loganiac, S. 74–77, f. 60–62. Ein Homonym ist Anthocleista procera A.Chev. veröffentlicht durch Auguste Jean Baptiste Chevalier in Exploration Botanique de l'Afrique Occidentale Française ..., 1920, S. 441. Ein Synonym für Anthocleista procera Lepr. ex Bureau ist Anthocleista frezoulsii A.Chev.

## Verwendung
Anthocleista procera wird in ihrem Verbreitungsgebiet vielseitig genutzt. Pflanzenteile werden in der traditionellen Medizin als starkes Abführmittel und harntreibendes Mittel (Diureticum) verwendet. Ein Wurzelabsud (Dekokt) wird oft verwendet, um Darmverstopfung zu behandeln und Menstruationsprobleme zu regulieren sowie als Abtreibungsmittel verwendet. Es wurde zum Waschen und Baden bei Lepra, Geschlechtskrankheiten, Ödemen und skrotaler Elephantiasis verwendet. Ein Absud der Borke wird gegen Fieber und als abführend wirkendes Magenmittel (Stomachikum) verwendet. Ein Absud der Samen und Borke ist ein starkes Abführmittel und sollte nur mit großer Vorsicht verwendet werden. Die Brei aus sonnengetrockeneter Borke vermischt mit Palmöl wird zur Behandlung von Darmproblemen verwendet. In Senegal wird der Blattsaft in Nasenlöcher gegeben, um Niesen herbeizuführen als Behandlung von Erkältungen. Ein Blattabsud wird für Gesichtswaschungen verwendet, um Schwindelgefühle zu behandeln. Die Blätter werden als Verpackungsmaterial verwendet.